# Шейн Павло Васильович
Шейн Павло Васильович (1826 Могилів — 12 (25) серпня 1900 Рига) — російський етнограф, лінгвіст, фольклорист, знавець побуту і говірок Північно-Західного краю, продовжувач робіт Афанасьєва, Безсонова, Гільфердінга, Даля, Киреєвського, Рибникова, Якушкіна.